# 颱風薇拉 (1977年)
颱風維娜（國際編號：7705，聯合颱風警報中心：07W，菲律賓大氣地球物理和天文管理局：Hulang）是1977年太平洋颱風季中的一個熱帶氣旋。
薇拉形成於北緯25度以北，是少數在此處生成又發展為臺灣中央氣象局之強烈颱風、2006年後中國氣象局之超強颱風級別（最大持續風速可達51m/s）的熱帶氣旋；此外，薇拉於短短的48小時內由熱帶性低氣壓快速增強為強烈颱風，其環流面積極小（相當於半個臺灣）、發展迅速程度及V字型的路徑，亦均屬少見。

## 發展過程
1977年7月26日上午8時，薇拉前身的熱帶擾動透過衛星雲圖被觀測到，其中心位於北緯25.5度，東經133.6度處。接下來的24小時，該擾動向西移動並持續增強。隔日下午1時，聯合颱風警報中心對其發出熱帶氣旋形成警報。7月28日上午8時，聯合颱風警報中心將其升格為發布熱帶低氣壓，並給予編號07W。緊接著該熱帶性低氣壓被升格為熱帶風暴，並被命名為薇拉。
因受日本本州東方的副熱帶高壓的壓迫及東南方熱帶低氣壓的牽制，其隨後向西南西移動。晚間9時30分，臺灣中央氣象局對其發布海上颱風警報。7月29日下午2時，中央氣象局將其升格為中度颱風，一小時後針對臺灣東北部及北部地區發布陸上颱風警報。
同日12時，高壓開始向西南方薇拉前緣擴展，薇拉也因此轉為西南走向。其後，薇拉逐漸增強，7月30日下午2時，中心風速增強為100節（相當於秒速52米），成為臺灣中央氣象局標準下的強烈颱風。當日晚間8時，衛星資料顯示，薇拉開始轉向西北西移動。稍後，中心通過日本西表島及石垣島附近。7月31日8時，薇拉達到其強度巔峰，中心風速達110節（相當於秒速57米），之後其強度因接近臺灣本島而逐漸減弱。
7月31日下午5時30分，薇拉登陸基隆市，並以11節（相當於時速20公里）的速度沿基隆河河谷以西南西的方向朝臺北市前進，基隆及臺北在薇拉的侵襲之下，皆刷新了先前最大風速的紀錄，在從臺北市的東北方經過後，薇拉繼續以幾乎正西的方向移動，於當晚9時30分自桃園、新竹間進入臺灣海峽。
8月1日上午9時，臺灣中央氣象局解除陸上颱風警報。上午10時，薇拉由金門縣東北方近海登陸中國大陸福建省泉州市惠安縣。下午4時，臺灣中央氣象局解除海上颱風警報，下午8時，薇拉行經晉江、龍岩之後，減弱為一熱帶低氣壓。之後隨即進入江西省，8月3日於貴州消散。

## 影響

### 臺灣
當地發出之最高熱帶氣旋警特報：海上陸上颱風警報
| 氣象測站 | 持續風力                | 持續風力          | 持續風力   | 持續風力   | 陣風                      | 陣風              | 陣風       | 陣風       | 備註                                                                                   |
| 氣象測站 | 發生時間                | 風暴名稱          | 風速 (m/s) | 蒲福氏風級 | 發生時間                  | 風暴名稱          | 風速 (m/s) | 蒲福氏風級 | 備註                                                                                   |
| -------- | ----------------------- | ----------------- | ---------- | ---------- | ------------------------- | ----------------- | ---------- | ---------- | -------------------------------------------------------------------------------------- |
| 臺北     | 1962年8月               | 歐珀 (Opal)       | 33         | 12級       | 1962年8月                 | 歐珀 (Opal)       | 49.1       | 15級       |                                                                                        |
| 澎湖     | 1949年9月               | 尼利 (Nelly)      | 37         | 13級       | 1986年8月                 | 韋恩 (Wayne)      | 68         | >17級      |                                                                                        |
| 恆春     | 1953年8月               | 莉泰 (Rita)       | 36         | 12級       | 2016年9月                 | 莫蘭蒂 (Meranti)  | 52.2       | 16級       |                                                                                        |
| 臺中     | 1969年9月               | 艾爾西 (Elsie)    | 21.7       | 9級        | 1969年9月                 | 艾爾西 (Elsie)    | 39         | 13級       |                                                                                        |
| 臺南     | 1952年11月              | 貝絲 (Bess)       | 31         | 11級       | 1987年9月                 | 傑魯得 (Gerald)   | 45.6       | 14級       |                                                                                        |
| 臺東     | 1965年6月               | 黛納 (Dinah)      | 43         | 14級       | 2016年7月8日上午4時36分   | 尼伯特 (Nepartak) | 57.2       | 17級       | 自1901年建站以來最大陣風紀錄                                                           |
| 花蓮     | 2005年10月2日上午5時8分 | 龍王 (Longwang)   | 45.2       | 14級       | 2005年10月2日上午5時12分  | 龍王 (Longwang)   | 64.9       | >17級      | 自1948年有觀測紀錄以來最大持續風力及最大陣風                                           |
| 高雄     | 1962年10月              | 黛納 (Dinah)      | 35.3       | 12級       | 1977年7月24日             | 賽洛瑪 (Thelma)   | 53         | 16級       | 此測站為屬署高雄氣象站，並非代表全高雄的測站，因此高雄測站測得最大陣風仍為賽洛瑪颱風。 |
| 鞍部     | 1971年7月               | 娜定 (Nadine)     | 43         | 14級       | 2015年9月28日下午5時23分  | 杜鵑 (Dujuan)     | 54.5       | 16級       | 自1937年建站以來最大陣風紀錄                                                           |
| 竹子湖   | 1977年7月               | 薇拉 (Vera)       | 42         | 14級       | 1985年8月                 | 尼爾森 (Nelson)   | 66         | >17級      |                                                                                        |
| 阿里山   | 1952年11月              | 貝絲 (Bess)       | 27.5       | 9級        | 2006年7月25日上午0時31分  | 凱米 (Kaemi)      | 38.1       | 13級       |                                                                                        |
| 日月潭   | 1956年9月               | 黛納 (Dinah)      | 25         | 10級       | 1986年8月                 | 韋恩 (Wayne)      | 54         | 16級       |                                                                                        |
| 玉山     | 1971年7月               | 娜定 (Nadine)     | 40         | 13級       | 2006年7月25日上午1時15分  | 凱米 (Kaemi)      | 51.5       | 16級       |                                                                                        |
| 彭佳嶼   | 1966年9月               | 寇拉 (Cora)       | 62.7       | >17級      | 1966年9月                 | 寇拉 (Cora)       | 80         | >17級      |                                                                                        |
| 宜蘭     | 1962年8月               | 歐珀 (Opal)       | 50.7       | 15級       | 1962年8月                 | 歐珀 (Opal)       | 66         | >17級      |                                                                                        |
| 新竹     | 1961年9月               | 波密拉 (Pamela)   | 33.4       | 12級       | 1961年9月                 | 波密拉 (Pamela)   | 42.7       | 14級       | 1991年遷至竹北現址                                                                     |
| 大武     | 1962年10月              | 黛納 (Dinah)      | 31.3       | 11級       | 2012年8月24日上午4時19分  | 天秤 (Tembin)     | 59.1       | 17級       |                                                                                        |
| 成功     | 2000年8月22下午10時47分 | 碧利斯 (Bilis)    | 52.3       | 16級       | 2000年8月22日下午10時41分 | 碧利斯 (Bilis)    | 78.4       | >17級      |                                                                                        |
| 蘭嶼     | 1961年5月               | 貝蒂 (Betty)      | 74.7       | >17級      | 2023年10月                | 小犬 (Koinu)      | 95.2       | >17級      |                                                                                        |
| 淡水     | 1961年9月               | 波密拉 (Pamela)   | 36.7       | 12級       | 1971年7月                 | 娜定 (Nadine)     | 46.9       | 15級       |                                                                                        |
| 基隆     | 1959年8月               | 瓊安 (Joan)       | 43         | 14級       | 1971年9月                 | 貝絲 (Bess)       | 67         | >17級      |                                                                                        |
| 東吉島   | 1986年8月               | 韋恩 (Wayne)      | 49.1       | 15級       | 1987年9月                 | 傑魯得 (Gerald)   | 70         | >17級      | 1962年建站                                                                             |
| 嘉義     | 1986年8月               | 韋恩 (Wayne)      | 27.5       | 10級       | 1986年8月                 | 韋恩 (Wayne)      | 42.7       | 14級       | 1968年建站                                                                             |
| 梧棲     | 1986年9月               | 艾貝 (Abby)       | 33         | 12級       | 2016年9月27日             | 梅姬 (Megi)       | 57.2       | 17級       | 1976年建站                                                                             |
| 蘇澳     | 1994年9月               | 葛拉絲 (Gladys)   | 40.2       | 13級       | 1994年9月                 | 葛拉絲 (Gladys)   | 68.6       | >17級      | 1981年建站                                                                             |
| 板橋     | 2015年8月8日上午3時23分 | 蘇迪勒 (Soudelor) | 19         | 8級        | 2015年8月8日上午3時19分   | 蘇迪勒 (Soudelor) | 36.7       | 12級       | 2002年建站                                                                             |
| 馬祖     | 2005年9月1日上午10時9分 | 泰利 (Talim)      | 24         | 9級        | 2015年8月8日下午2時16分   | 蘇迪勒 (Soudelor) | 48.9       | 15級       | 2003年建站                                                                             |
| 金門     | 2016年9月15日凌晨3時4分 | 莫蘭蒂 (Meranti)  | 42.2       | 14級       | 2016年9月15日凌晨2時57分  | 莫蘭蒂 (Meranti)  | 61.7       | >17級      | 2004年建站                                                                             |
| 新屋     | 2015年8月8日上午5時6分  | 蘇迪勒 (Soudelor) | 29.7       | 11級       | 2015年8月8日上午5時3分    | 蘇迪勒 (Soudelor) | 47         | 15級       | 2013年建站                                                                             |
| 田中     | 2024年7月25日下午6時分  | 凱米 (Gaemi)      | 9.6        | 5級        | 2024年7月25日下午6時26分  | 凱米 (Gaemi)      | 23.7       | 9級        | 2020年建站                                                                             |
| 新北     | 2023年8月4日上午1時分   | 康芮(Kong-rey)    | 13.3       | 6級        | 2023年8月4日上午1時48分   | 康芮(Kong-rey)    | 34.7       | 12級       | 2023年建站                                                                             |

在颱風黛瑪以反S型路徑肆虐南臺灣之後數日內，薇拉接續以同樣少見的V字型路徑侵襲北臺灣，一南一北皆使臺灣受到重創，臺灣北部除破紀錄的強風以外，亦降下相當多的雨量。

#### 交通
基隆港內時價新臺幣4,000萬元的貨櫃起重機有3臺被吹落入海；臺中港有1艘拖船沈沒。
陸上交通部分，因風力過強，電訊中斷，或路基被水沖毀，鐵路各線班車全部停駛；公路方面，北橫、中橫及南橫公路因賽洛瑪及薇拉接連侵襲而多處坍方。

#### 電力
臺灣北部有7座輸電鐵塔倒塌，1,004支電桿被吹倒。
其餘零星災情有：臺北市北門口高架道路工程鋼架被吹落壓毀車輛，北投大屯山一帶則有房屋因山崩而遭掩埋等。
總計薇拉在臺灣共造成104人死亡，10人失蹤，65人受傷，1,472間房屋全倒，6,642間房屋半倒。

### 中国大陆
由於薇拉帶來的強風豪雨，加上適逢六月十五天文大潮，潮位比常年高1至2米，在洪水與大潮侵襲之下，使當地水患更加嚴重，沿海各主要潮位測站的最高潮位皆超越警戒線。
福建省受災範圍有寧德、莆田、晉江、福州等4市25個縣，共有27人罹難，17人受傷，房屋倒塌821間。沖壞水利設施達8895處，其中堤防就多達1059處，橋樑毀損多達354座，毀損船隻428艘，漂流木面積達844立方米。受災農田面積達31.1萬畝，其中經濟作物有1.1萬畝。

## 熱帶氣旋信號使用紀錄

### 臺灣
| 交通部中央氣象局 颱風警報 | 交通部中央氣象局 颱風警報 | 交通部中央氣象局 颱風警報 |
| ------------------------- | ------------------------- | ------------------------- |
| 上一熱帶氣旋              | 海上颱風警報              | 下一熱帶氣旋              |
| 中度颱風賽洛瑪            | 海上颱風警報              | 輕度颱風愛美              |
| 中度颱風賽洛瑪            | 陸上颱風警報              | 輕度颱風愛美              |